# Chorley (Lancashire)
Chorley, ook Chorley (Wrenbury Ward), is een civil parish in de unitary authority Cheshire East. De plaats telt 33.424 inwoners.

## Geboren
- Charles Herbert Lightoller (1874-1952), zeeman en second officer op het schip Titanic
- Charlie Ashcroft (1926-2010), voetballer
- John Foxx (1948), zanger, muzikant, grafisch artiest en fotograaf
- Phil Parkinson (1967), voetballer en voetbaltrainer
- David Unsworth (1973), voetballer
- Matt Taylor (1982), voetballer en voetbaltrainer
- Adam Nagaitis (1985), acteur
- Dave Ryding (1986), alpineskiër
- Anna Hopkin (1996), zwemster